# Suré
Suré is een gemeente in het Franse departement Orne (regio Normandië) en telt 294 inwoners (2005). De plaats maakt deel uit van het arrondissement Mortagne-au-Perche.

## Geografie
De oppervlakte van Suré bedraagt 17,2 km², de bevolkingsdichtheid is 17,1 inwoners per km².
De onderstaande kaart toont de ligging van Suré met de belangrijkste infrastructuur en aangrenzende gemeenten.

## Demografie
Onderstaande figuur toont het verloop van het inwonertal (bron: INSEE-tellingen).